# Ahmed Alaoui
Ahmed Alaoui (1949) é um ex-futebolista profissional marroquino, que atuava como atacante.

## Carreira
Ahmed Alaoui fez parte do elenco da histórica Seleção Marroquina de Futebol da Copa do Mundo de 1970. 